# Cops : Les Forces du désordre
Pour plus de détails, voir Fiche technique et Distribution.
Cops : Les Forces du désordre ou Soyons flics au Québec (en anglais : Let's Be Cops), est une comédie américaine réalisée par Luke Greenfield, sortie en 2014.

## Synopsis
À Los Angeles vivent Ryan, petit acteur au chômage et looser, et Justin, concepteur de jeux vidéo, timide et peureux. Ils voient bien qu'ils ont trente ans passés et que leur vie professionnelle et privée en est toujours au même point depuis leur arrivée en Californie. Lors d'une réunion d'anciens étudiants, la  croyant costumée, les deux amis se déguisent avec de vraies tenues de policiers, ramenées de son travail par Justin. La soirée se passant mal pour eux, ils quittent la fête, puis, en se baladant dans les rues, ils s'aperçoivent qu'ils ont un franc succès auprès des femmes et que les gens les prennent vraiment pour des flics. Ryan voit alors plusieurs avantages à tirer de cette situation et invite Justin, beaucoup plus hésitant, à recommencer l'expérience. Mais les deux amis vont très vite découvrir que le métier de policier n'est pas un jeu vidéo.

## Fiche technique
- Titre original : Let's Be Cops
- Titre français : Cops : Les Forces du désordre
- Titre québécois : Soyons flics
- Réalisation : Luke Greenfield
- Scénario : Nicholas Thomas
- Costumes : Debra McGuire
- Photographie : Daryn Okada
- Montage : Bill Pankow et Jonathan Schwartz
- Musique : Christophe Beck et Jake Monaco
- Production : Luke Greenfield, Simon Kinberg et Aditya Sood
- Société de distribution : Twentieth Century Fox Film Corporation
- Budget : 17 000 000 $
- Pays d'origine :  États-Unis
- Langue originale : anglais
- Format : couleur - 1,85:1 - Dolby
- Genre : comédie
- Durée : 104 minutes
- Dates de sortie : 
  - Canada, États-Unis : 13 août 2014
  - Belgique, France : 21 janvier 2015[1],[2]

## Distribution

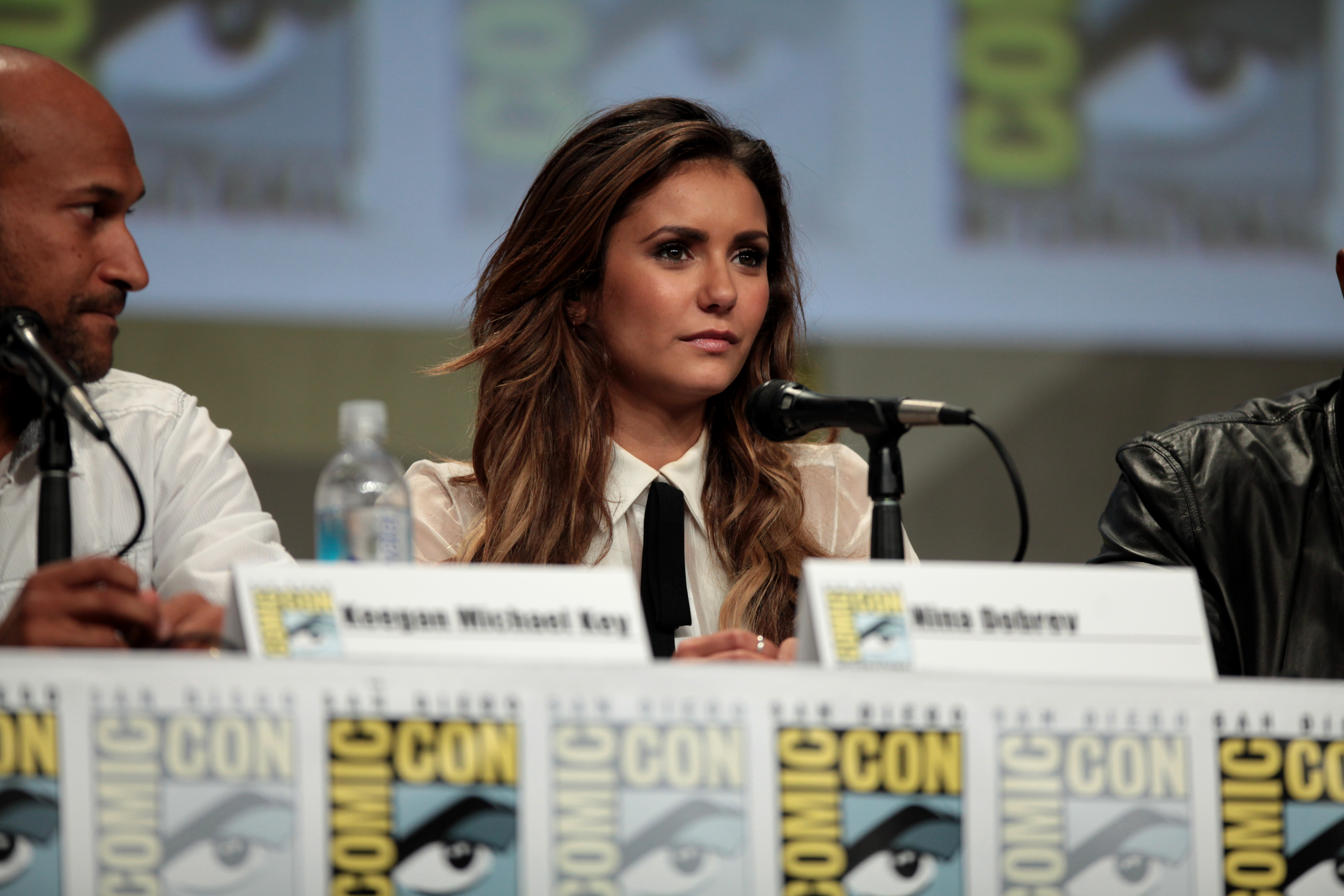
L'actrice Nina Dobrev, pour la promotion du film au Comic-Con de San Diego, en juillet 2014.

- Jake Johnson (VFB : Nicolas Matthys ; VQ : Frédéric Paquet) : Ryan O'Malley
- Damon Wayans Jr. (VFB : Pierre Lognay ; VQ : Gilbert Lachance) : Justin Miller
- Rob Riggle (VFB : Philippe Résimont ; VQ : François Trudel) : Segars
- Nina Dobrev (VFB : Mélanie Dambermont ; VQ : Amélie Bonenfant) : Josie Wiggle
- James D'Arcy (VFB : Philippe Allard ; VQ : Patrick Chouinard) : Mossi
- Keegan-Michael Key (VFB : Alain Eloy ; VQ : Manuel Tadros) : Pupa
- Andy Garcia (VFB : Olivier Cuvellier ; VQ : Jean-Luc Montminy) : Brolin
- Jon Lajoie (VF : Antoni Lo Presti) : Todd Cutler
- Jwaundace Candece (en) (VF : France Bastoen) : Jacquandae
- Tom Mardirosian : Georgie
- Natasha Leggero (en) : Annie
- Rebecca Koon : Lydia
- Joshua Ormond : Little Joey
- L. Warren Young : Jackson

Source et légendes : Version française (VF) sur AlloDoublage et Version québécoise (VQ) sur Doublage.qc.ca

## Accueil

### Box-office
Dès sa sortie en France, Cops : Les Forces du désordre prend la onzième place du box-office durant deux semaines consécutives avec 131 922 entrées.